# لوك ديتريش
لوك ديتريش (بالفرنسية: Luc Dietrich)‏ هو مصور وكاتب فرنسي، ولد في 17 مارس 1913 في ديجون في فرنسا، وتوفي في 12 أغسطس 1944 في باريس في فرنسا.